# Middle Thames River
Der Middle Thames River ist ein 30 km langer rechter Nebenfluss des Thames River in der kanadischen Provinz Ontario.

## Flusslauf
Der Middle Thames River durchfließt die Township Zorra im Nordwesten des Oxford County. Er entsteht knapp 2 km südlich von Embro am Zusammenfluss von Mud Creek (links) und North Branch Creek (rechts). Er fließt anfangs in überwiegend westliche Richtung. Beo Flusskilometer 20 wendet sich der Fluss in Richtung Südsüdwest. Er fließt bei Flusskilometer 11 östlich an Thamesford vorbei, wo ihn der Ontario Highway 2 kreuzt. Anschließend wendet sich der Middle Thames River nach Süden und mündet 8,5 km südwestlich von Ingersoll in den Thames River.

## Hydrologie
Der Middle Thames River entwässert ein Areal von 332 km². Der mittlere Abfluss (MQ) am Pegel bei Thamesford, 11 km oberhalb der Mündung, beträgt 3,84 m³/s. In den Monaten März und April weist der Fluss die größten mittleren monatlichen Abflüsse auf, mit 10,3 m³/s bzw. 7,64 m³/s.

## Flussfauna
Im Middle Thames River kommen 39 Fischarten vor, darunter die Angelfische Schwarzbarsch (Smallmouth Bass), Forellenbarsch (Largemouth Bass), Bachsaibling (Brook Trout) und Regenbogenforelle (Rainbow Trout). Es gibt 4 gefährdete Fischarten im Flusssystem des Middle Thames River. Zu diesen zählen Ichthyomyzon fossor (Northern Brook
Lamprey), Notropis photogenis (Silver Shiner) und Lepomis peltastes (Northern Sunfish). Eine vor Kurzem eingeschleppte Art stellt der Goldfisch dar. Von den 15 im Middle Thames River vorkommenden Muschelarten gelten folgende als gefährdet: Pleurobema sintoxia (Round Pigtoe), Villosa iris (Rainbow Mussel) und Lampsilis fasciola (Wavy-rayed Lampmussel). Weiterhin gibt es im Flusssystem die Schnappschildkröte (Snapping Turtle), die Dornrand-Weichschildkröte (Spiny Softshell Turtle), die Tropfenschildkröte (Spotted Turtle) und Chrysemys picta marginata (Midland Painted Turtle), eine Unterart der Zierschildkröte.

## Quellflüsse
Der Mud Creek ist der 21 km lange linke Quellfluss des Middle Thames River. Er entspringt 4 km westlich von Hickson, fließt anfangs 6 km in Richtung Ostsüdost und wendet sich im Anschluss ein kurzes Stück nach Süden und schließlich allmählich nach Westen. Bei den Flusskilometern 16 und 12 kreuzt der ehemalige Ontario Highway 59 den Flusslauf. Auf den letzten 7 Kilometern wendet sich der Mud Creek anfangs nach Süden und schließlich nach Südwesten.
Der North Branch Creek ist der 21 km lange rechte Quellfluss des Middle Thames River. Er entsteht am Zusammenfluss zweier Quellbäche 8 km südwestlich von Tavistock. Er fließt anfangs etwa 5,5 km nach Südwesten und wendet sich im Anschluss in Richtung Südsüdost. Der North Branch Creek passiert 2,5 km oberhalb des Zusammenflusses mit dem Mud Creek die Ortschaft Embro.